# 晏端書
晏 端書（あん たんしょ、Yan Duanshu、1803年 - 1882年）は、清の官僚。字は彤甫。江蘇省揚州府儀徴県出身。
1838年に進士となり、編修、知府、道員、塩運使を歴任。1854年、浙江按察使となり、安徽省南部から衢州府にかけて太平天国軍と戦った。1856年、江西布政使に昇進し、浙江省から補給を受けて太平天国軍からの防衛にあたった。同年、浙江巡撫に抜擢され、湘軍に補給を行って、曽国藩から好感を得た。その後も安徽省・浙江省・江西省の境界で戦い、1858年に翼王石達開が大軍を率いて浙江省に入ると、浙江省東部に増援を行った。1859年、大理寺卿となり、1860年には江北団練大臣に任命され、団練を率いて江蘇省北部に侵入した捻軍と戦った。1862年、両広総督となり、釐金を実施して湘軍に補給を行った。